# 闞家偉
闞家偉，香港電影導演。闞家偉開始從場記做起，後成為副導演、導演。2016年，首次執導《iGirl 夢情人》。2017年，執導《黑白迷宮》。2018年，執導《大師兄》。

## 作品
| 年份   | 名稱             | 職務 | 職務 | 職務 | 備註 |
| 年份   | 名稱             | 導演 | 編劇 | 監製 | 備註 |
| ------ | ---------------- | ---- | ---- | ---- | ---- |
| 2016   | iGirl 夢情人     | 是   | 否   | 否   |      |
| 2017   | 黑白迷宮         | 是   | 否   | 否   |      |
| 2018   | 大師兄           | 是   | 否   | 否   |      |
| 2023   | 天龍八部之喬峰傳 | 是   | 否   | 否   |      |
| 待上映 | 重裝戰警         | 是   | 否   | 否   |      |

## 外部連結
- 闞家偉在香港影庫上的簡介
- 闞家偉在豆瓣上的资料（简体中文）